# Lungi

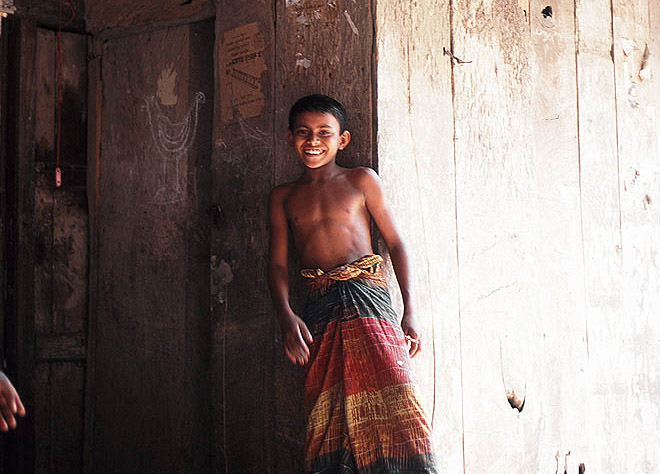
Bengalski chłopiec w lungi

Lungi (bengali: লুঙ্গি, trl. [ˈluŋgi]) – męski strój wywodzący się z Bengalu, używany również w Indiach i Birmie.
Rodzaj sarongu, przykrywający nogi aż do kostek. Uznawany jest za strój nieformalny, lecz w niektórych regionach noszony jest przez cały dzień. Na południu Indii występuje nieco podobny typ odzieży, biały bez wzorków, zwany mundu.
Standardowe lungi ma 115–120 cm długości i 200 cm szerokości, kiedy jest rozłożone (nie zawiązane). W przeciwieństwie do dhoti, lungi jest zszyte tak, że przypomina spódnicę.
W Bangladeszu lungi jest noszone głównie przez mężczyzn, jako strój nieformalny, choć w niektórych regionach używa się go na przykład w ceremoniach ślubnych. Często stosowane jako piżama.
Jako że zdecydowana większość Bengalczyków to muzułmanie lungi zawsze jest zawiązane tak, że zasłania ciało od pępka do miejsca pomiędzy kostkami a kolanami.
Jest kilka sposobów wiązania.
Wielu ludzi preferuje ten strój zamiast spodni, argumentując, że jest wygodniejszy, nie krępuje ruchów, przepuszcza więcej powietrza.
Birmańska odmiana lungi nosi nazwę longyi (birm. လုံချည် /lòʊɴdʑì/)